# Villino Tolomei

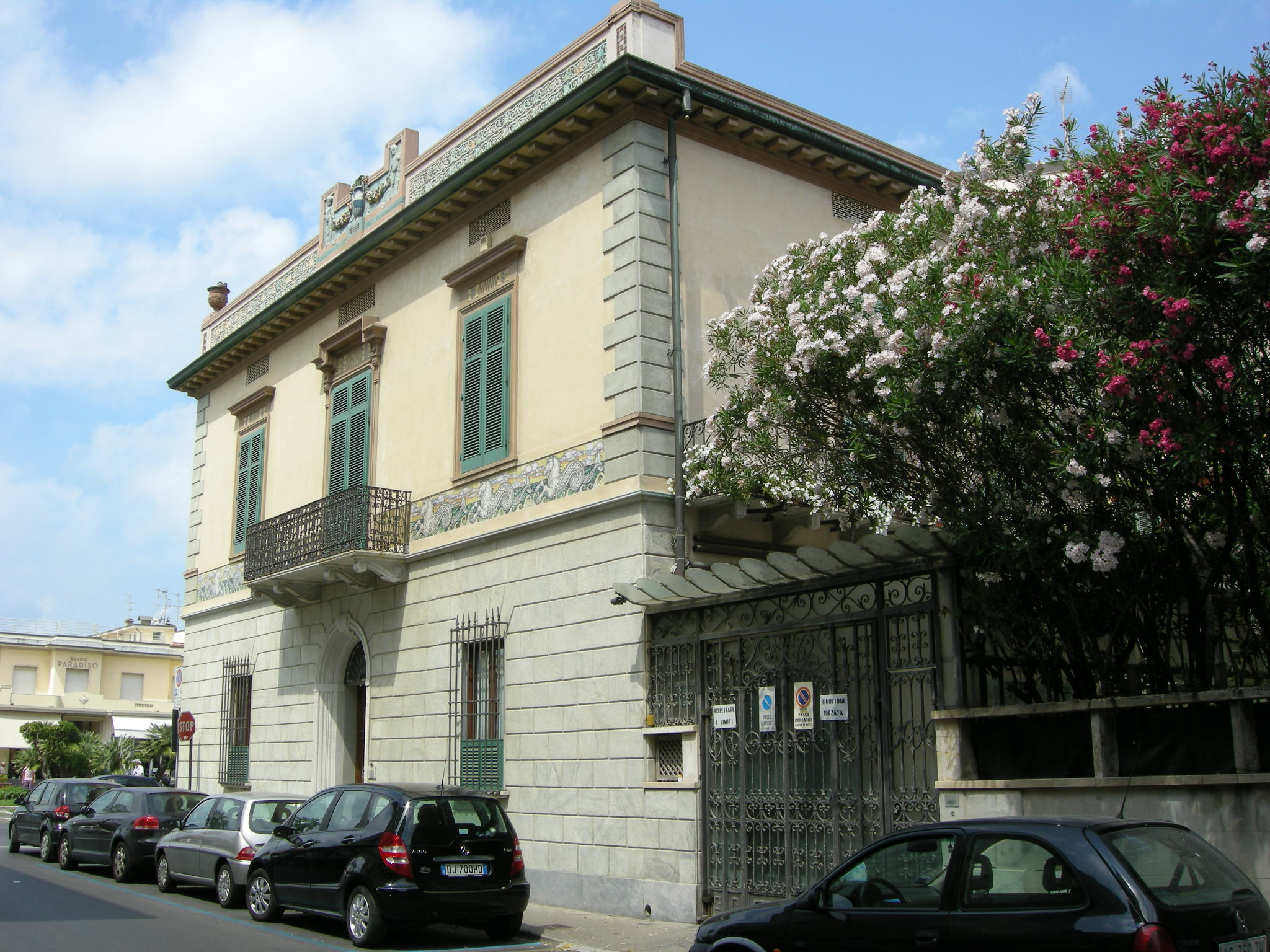
Villino Tolomei

Il Villino Tolomei è una dimora signorile situata in viale Manin ang. via Verdi, 20 a Viareggio.

## Storia
Nel 1872 la zona della costruzione risulta essere ancora spiaggia, interessata però da una lottizzazione che prolunga verso il mare le strade già esistenti fino al costruendo viale a mare. Nel 1875, Luigi Nobili edifica il lotto rettangolare, di cui è divenuto nel frattempo proprietario, lasciandone circa due terzi a resede, con un fabbricato prospiciente viale Manin che per l'ingombro planimetrico risulta analogo all'attuale.
Nel 1883 lo stesso Nobili costruisce, nella parte finale del lotto verso monte, un nuovo fabbricato che adibisce a scuderia e rimessa, e che corrisponde all'attuale Pensione Valentina. Nel 1897, l'edificio diviene proprietà di Margherita Di Linnenfeld che nel 1899 costruisce una nuova porzione d'edificio, stretto e lungo, in aderenza alla villa. Attualmente questa parte, priva di particolari pregi architettonici o decorativi, è ridotta in condizioni di fatiscenza ed è funzionalmente separata dalla villa, costituendo una entità a sé stante.
Nel 1906 la villa viene ceduta alla contessa Luisa Anna Karnick, poi a Maria Lepsky, nel 1910, e ancora a Sofia Gambogi Bertolli, nel 1914, che ne resta proprietaria fino al 1979 quando, ormai in condizione di estremo degrado, viene acquistata dal notaio Rodolfo Tolomei che, con estrema sensibilità e attenzione, la restaura mantenendone intatto lo spirito.
I lavori voluti da Sofia Bertolli negli anni Venti e fatti seguire dall'architetto Alfredo Belluomini e dal pittore e decoratore Galileo Chini, non portano sostanziali modifiche all'organizzazione degli spazi, limitandosi a un lavoro di configurazione decorativa, con la sola eccezione della trasformazione delle due finestre al piano terreno di viale Manin in porte, la ricorniciatura in marmo bianco del portone centrale e la controsoffittatura del salotto che va a coprire le volte a crociera esistenti dell'impianto. Le opere più sostanziali sono di carattere decorativo e consistono nella realizzazione di una cornice marcapiano in piastrelle di ceramica, di cornici sempre in ceramica alle finestre del piano primo e di fregi sul parapetto della copertura.
All'interno, è forse da attribuire allo stesso Galileo Chini le pitture che decorano il soffitto del salotto che sembrano ispirate a temi tipici della Secessione viennese, forse secondo le indicazioni della stessa committente Sofia Bertolli.

## Descrizione

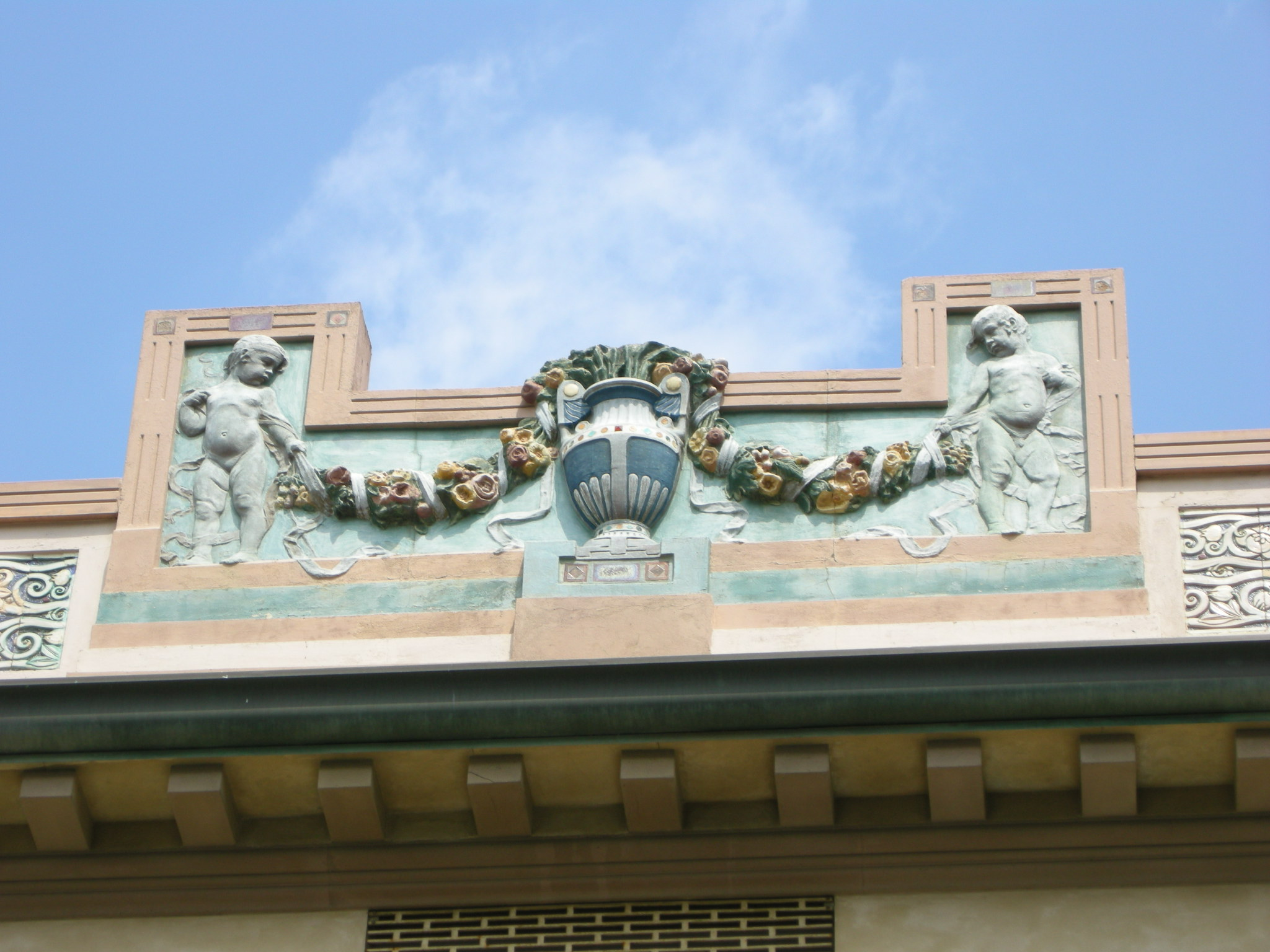
Il coronamento

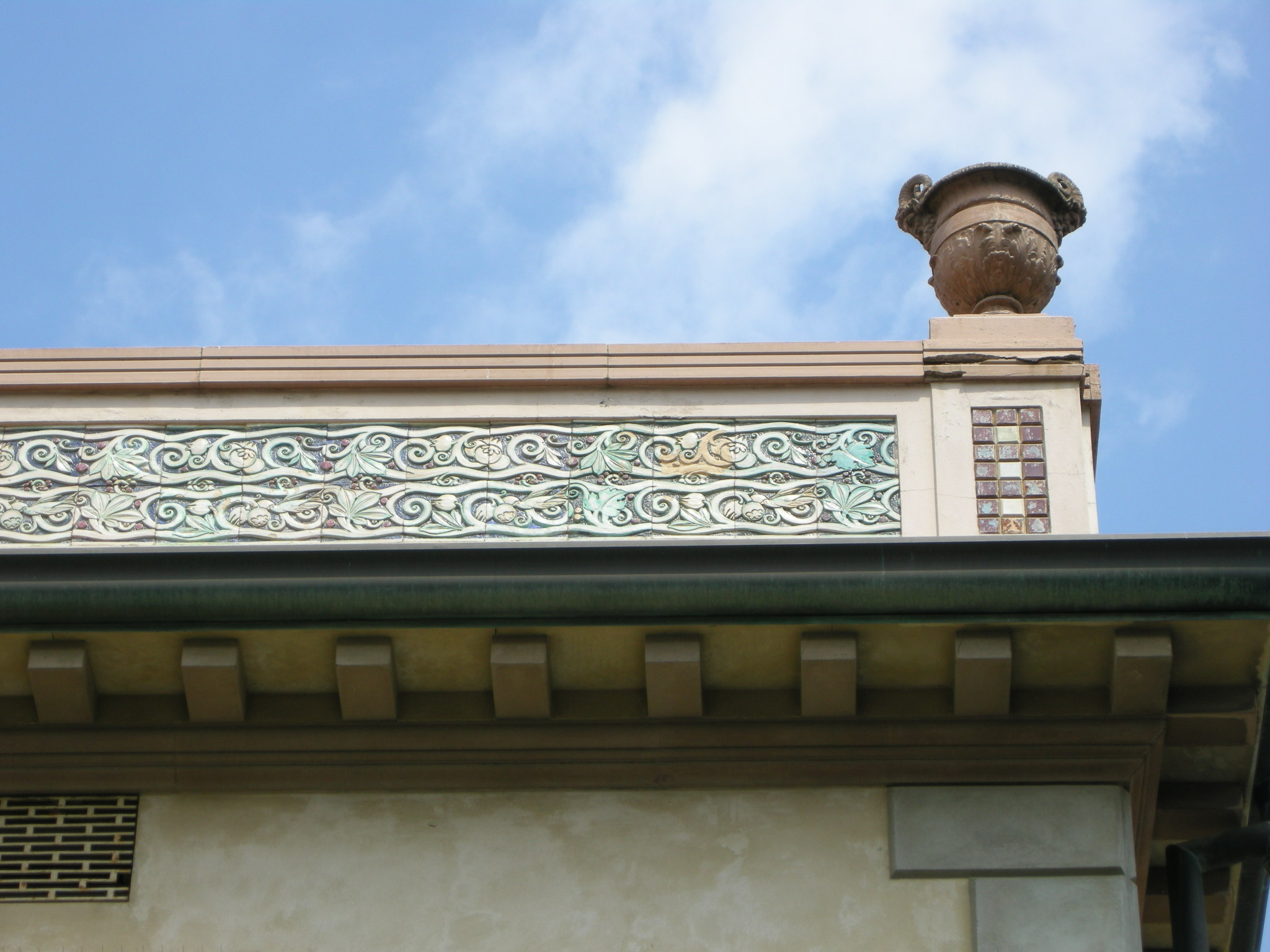
dettaglio del coronamento

Il villino Sofia, oggi Tolomei, emerge nettamente dal contesto urbano non solo per la sua posizione d'angolo, quanto per il suo possente volume squadrato, marcato dai due prospetti sulla strada quasi uguali, imperniati sugli assi di simmetria costituiti, l'uno dall'angolo tra le due strade e l'altro nella linea mediana dei singoli fronti.
Queste squadrature e corrispondenze geometriche non limitano la ricchezza decorativa dell'edificio, nelle forme impostate da Alfredo Belluomini, che lo ristruttura negli anni 'valutando la funzione estetica di certi particolari costruttivi, che anzi costituiscono, in certi casi, lo spunto e il motivo della presenza delle decorazioni. La balaustra, ad esempio, nasconde completamente la leggera pendenza del tetto, caratterizzata com'è da fregi continui in ceramica delle fornaci San Lorenzo, che Galileo e Chino Chini dirigevano nel Mugello, e da tre vasi di gusto barocco, di cui uno originale e gli altri due riprodotti fedelmente, agli angoli dell'edificio.
A parte i fregi in maiolica con elementi fitomorfi con andamento a spirale che rivestono il parapetto, esso è segnato con forza attraverso un elemento, in simmetria ai due prospetti principali, che rappresenta un'anfora dalla quale fuoriescono festoni di ghirlande tenuti da due putti ai lati di essa. Sottostante la balaustra che simula una terrazza invece inesistente, è una gronda poco aggettante con triglifi molto ravvicinati la cui presenza, assieme alla balaustra, è anomala ma motivata figurativamente dal fatto che essa accentua così la fuga degli elementi orizzontali altrimenti eccessivamente sminuiti da un senso di verticalità. La gronda poi "unisce" i due prospetti principali e conferisce loro una immagine di palazzo familiare.
L'altro elemento che "tiene assieme" i due prospetti è rappresentato dai finti conci che esaltano l'angolo della metà superiore della casa. Fra la parte inferiore e quella superiore dei fronti esiste una doppia fascia marcapiano che contiene un fregio continuo di piastrelle in ceramica policroma, sempre della manifattura Chini, rappresentanti insoliti ippocampi che sembrano stranamente camminare e non nuotare su onde di mare stilizzate e nelle quali, accanto ai vari colori lacca, sono mescolate spruzzate d'oro, ricorrenti nei lavori di Chini. La parte inferiore dei due fronti su strada ha un rivestimento in finto bugnato in marmo cipollino appena un po' lisciato in superficie per avere una finitura di un colore tra il verde ed il giallo leggermente opaco. Tale rivestimento era forse precedente i lavori eseguiti da Belluomini e con molta probabilità pure i parapetti in ferro battuto dei balconi che sembrano, come la ringhiera dello scalone interno, di gusto umbertino. Le porte e le finestre del piano superiore presentano una cornice in ceramica e un frontalino sporgente, aggiunte di Galileo Chini.

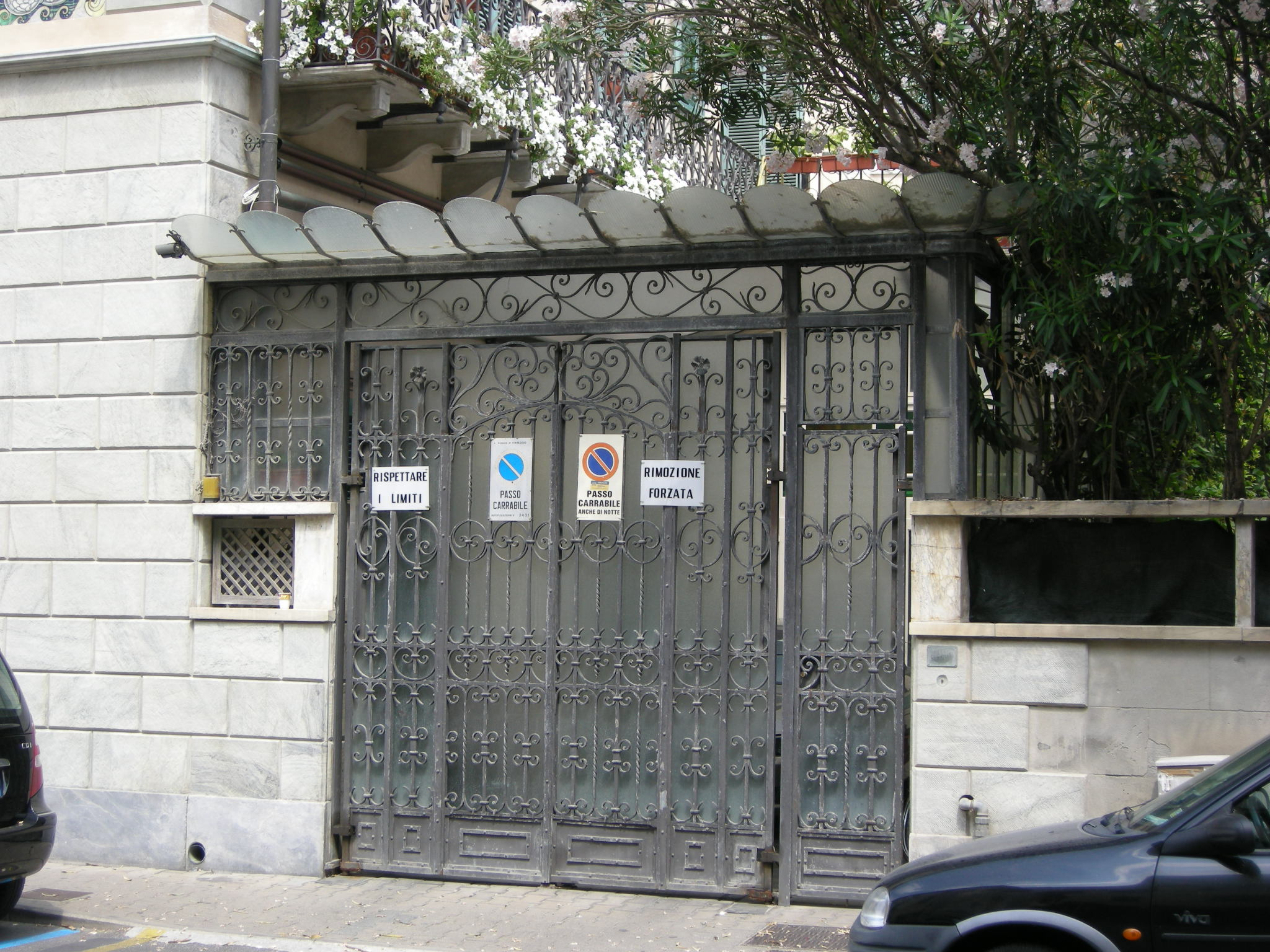
La cancellata

Il fabbricato ha subito all'interno una recente opera di risanamento conservativo finalizzato alla conservazione degli elementi originali. Soltanto i pavimenti del piano terreno sono stati rimossi e completamente sostituiti perché marcescenti. Si è scelto di realizzare una pavimentazione in piccole pietre bianche e cemento colorato bianco, dando a ogni stanza una cornice perimetrale a disegno in pietra nera o gialla. La pavimentazione della cucina è stata rifatta utilizzando quella recuperata che era nel salone centrale costituita da quadrelle di marmi chiari e scuri a scacchiera. Resti della pavimentazione originale che si trovava a piano terra si trovano adesso all'esterno dell'abitazione. Sono piastrelle di cm. 20x20 in cemento colorato fabbricate a mano dalla ditta Tessieri di Lucca.
Distributivamente niente è cambiato: i tre portoni su viale Manin immettono in tre diversi ambienti tra loro collegati, mentre il portone su via Verdi consente l'ingresso direttamente nel salone, piuttosto allungato, che offre la vista della scala e che presenta un soffitto a crociera affrescato con disegni a più colori probabilmente antecedenti ai lavori svolti da Belluomini e Chini.
Sulla destra del grande ingresso c'è un salotto, con arredi fissi e mobili in legno molto raffinati disegnati dal Chini (anche questi oggetto di recente restauro), che dà sul cortile ora coperto con una struttura a botte in ferro e lastre di plastica trasparente. Questo salotto ha un soffitto piano, ribassato rispetto agli altri, dotato di decorazioni geometriche con linee che s'intrecciano, attribuito al Chini. La cucina che si trova nel corpo di fabbrica alla destra della scala presenta un solaio a crociera privo di affreschi. Il corpo di fabbrica a sinistra del salone ha un vestibolo centrale e due stanze destinate a studio dotata ognuna di un caminetto in pietra scolpita del Cinquecento (installato dagli attuali proprietari) e uno in marmo grigio certamente antecedente ai lavori del Belluomini. I tre vani di questo corpo di fabbrica hanno un solaio a crociera affrescato con motivi di gusto tardo-ottocentesco e probabilmente databili all'epoca dell'impianto originario della villa.
In corrispondenza del vano scale è presente un lucernario a gavetta affrescato e alla base delle scale stesse, su un piedistallo di marmo che regge un piccolo lampione, sono state applicate, su facce opposte, due piccole formelle rotonde in ceramica sempre della manifattura Chini.

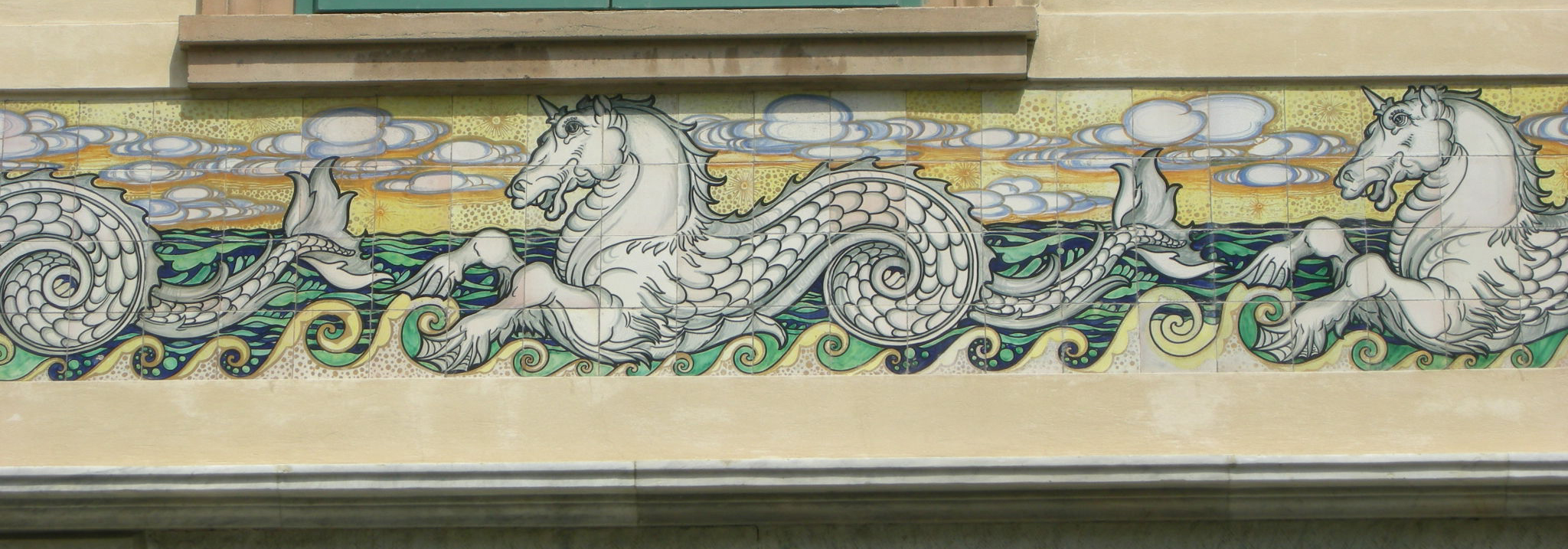
Il fregio dei tritoni